# Shenzhengqiao (sockenhuvudort i Kina, Jiangxi Sheng, lat 27,71, long 115,46)
Shenzhengqiao är en sockenhuvudort i Kina. Den ligger i provinsen Jiangxi, i den sydöstra delen av landet, omkring 120 kilometer söder om provinshuvudstaden Nanchang. Antalet invånare är 9 837. Befolkningen består av 4 580 kvinnor och 5 257 män. Barn under 15 år utgör 20,0 %, vuxna 15-64 år 72 %, och äldre över 65 år 7,0 %.
Runt Shenzhengqiao är det ganska tätbefolkat, med 239 invånare per kvadratkilometer. Närmaste större samhälle är Qiqin, 14,0 km öster om Shenzhengqiao. I omgivningarna runt Shenzhengqiao växer huvudsakligen savannskog.
Genomsnittlig årsnederbörd är 2 267 millimeter. Den regnigaste månaden är juni, med i genomsnitt 364 mm nederbörd, och den torraste är oktober, med 22 mm nederbörd.